# Maria Degolada
Maria Francelina Trenes (Alemanha, c. 1878 - Porto Alegre, 12 de novembro de 1899) foi uma imigrante alemã que viveu em Porto Alegre, no Brasil, vítima de feminicídio pelo soldado da Brigada Militar Bruno Bicudo, morrendo aos 21 anos. Com o apelido de Maria Degolada, tornou-se uma figura do folclore da cidade, e centro de um culto popular.

## Biografia
Quase nada se sabe sobre sua vida. O que consta nos autos do processo judicial subsequente ao seu assassinato é que tinha origem alemã e ganhava a vida como prostituta. Seguindo, declara-se que em 12 de novembro de 1899 ela e o namorado, um soldado da Brigada Militar chamado Bruno Soares Bicudo, estavam fazendo um piquenique com amigos no Morro do Hospício. A certa altura o casal se afastou dos outros e começou a discutir. Maria atacou o namorado com um pedaço de lenha e depois com um cano de ferro, após o que ele a matou cortando seu pescoço com uma faca. Disso vem seu apelido.
O assassinato ganhou grande destaque na imprensa e pela sua brutalidade causou horror na população. O soldado foi preso e condenado. Circularam várias versões sobre o caso e logo os locais passaram a venerá-la. No local onde foi morta ergueu-se uma pequena capela em sua homenagem, identificando-a com Nossa Senhora da Conceição e, por isso, sendo também chamada de Maria da Conceição.
A passagem de prostituta a santa não é inédita na tradição católica, e, segundo o antropólogo José Carlos Pereira, "ela faz parte do grupo das chamadas 'santas de cemitério' que corresponde, na maioria dos casos, a alguém que sofreu morte violenta, seja por acidente, assassinato ou tortura seguida de morte". Para a historiadora Sandra Pesavento, "ao ser morta ela pode virar santa pois é vítima, e era a loura mártir de um mestiço analfabeto e mal encarado, personificando o drama de uma realidade de excluídos da qual ambos faziam parte [...] em uma Porto Alegre muito violenta". A transformação foi facilitada pela crença de muitos populares de que ela na verdade não era uma prostituta, mas uma moça de boa família.
Seus devotos a consideram uma santa milagrosa, mas de acordo com a tradição ela não atende a preces de policiais. Seu nome batiza o antigo Morro do Hospício, hoje chamado Morro da Maria Degolada sobre o qual formou-se uma comunidade, a Vila Maria da Conceição, que se identifica com sua santa. Sua importância fica evidente nas palavras de um morador da Vila, Pedro Antônio de Souza:
"Em tudo existe uma coisa, né. Por exemplo, assim, eu sou católico, eu acredito em Deus, mas as mistificações que existem, a gente tem que acreditar, cara. Porque quem sou eu para dizer que não acredito na Santa se ela fez os milagres dela, se tu for beneficiado, eu tenho que acreditar na pessoa, porque senão não teria nome, senão não seria uma história, senão a Vila nem seria Maria da Conceição, está entendendo? Então, ela é nossa pioneira cara. Então eu acredito. [...] A nossa razão de vida [...] é aquilo ali: Maria Degolada. A escola, tudo gira em torno de Maria da Conceição".
Mariza Jussara da Silva, também moradora da Vila, relatou alguns aspectos do seu culto:
"Eu me lembro que na época que eu era guria [menina] tinham muitas oferendas de noivas que casavam traziam da cerimônia de casamento, traziam todo o enxoval que casou, todo o vestido de noiva, o buquê, colocava ali para ela. Como tinha muita promessa de cabeça, pé, mão, pessoas que se machucavam, ficavam doentes, prometiam alguma coisa, traziam e colocavam ali para ela. Para muitos aqui ela é santa".
O folclore que a cercou desde o início continua em desenvolvimento, e novas versões sobre seu assassinato continuam a surgir, acrescentando muitos detalhes fantasiosos sobre sua vida. Ao mesmo tempo, sendo morta por um policial, ela se tornou um símbolo de resistência contra a exclusão social e a opressão do poder público, numa comunidade pobre que se autodefine como "periférica" e "marginal".
O Instituto Histórico e Geográfico do Rio Grande do Sul lançou uma publicação sobre o personagem, Maria Degolada: mito ou realidade (1998); foi tema de um livro de Hércules Grecco, intitulado Maria Degolada (2002), adaptado como peça de teatro, e de outro escrito por Caio Riter para o público infantil, Maria Degolada: santa assombrada (2010). Também deu nome a uma cerveja da cervejaria Anner Bier, foi tema de músicas e de um cordel escrito por Gilbamar de Oliveira. Em 2012 a sua capela foi reconhecida como patrimônio da comunidade.